# Pedro Damiano
|   | a | b | c | d | e | f | g | h |   |
| 8 | a8 – Czarna wieża · b8 – Czarny skoczek · c8 – Czarny goniec · d8 – Czarny hetman · e8 – Czarny król · f8 – Czarny goniec · g8 – Czarny skoczek · h8 – Czarna wieża · a7 – Czarny pionek · b7 – Czarny pionek · c7 – Czarny pionek · d7 – Czarny pionek · g7 – Czarny pionek · h7 – Czarny pionek · f6 – Czarny pionek · e5 – Czarny pionek · e4 – Biały pionek · f3 – Biały skoczek · a2 – Biały pionek · b2 – Biały pionek · c2 – Biały pionek · d2 – Biały pionek · f2 – Biały pionek · g2 – Biały pionek · h2 – Biały pionek · a1 – Biała wieża · b1 – Biały skoczek · c1 – Biały goniec · d1 – Biały hetman · e1 – Biały król · f1 – Biały goniec · h1 – Biała wieża | a8 – Czarna wieża · b8 – Czarny skoczek · c8 – Czarny goniec · d8 – Czarny hetman · e8 – Czarny król · f8 – Czarny goniec · g8 – Czarny skoczek · h8 – Czarna wieża · a7 – Czarny pionek · b7 – Czarny pionek · c7 – Czarny pionek · d7 – Czarny pionek · g7 – Czarny pionek · h7 – Czarny pionek · f6 – Czarny pionek · e5 – Czarny pionek · e4 – Biały pionek · f3 – Biały skoczek · a2 – Biały pionek · b2 – Biały pionek · c2 – Biały pionek · d2 – Biały pionek · f2 – Biały pionek · g2 – Biały pionek · h2 – Biały pionek · a1 – Biała wieża · b1 – Biały skoczek · c1 – Biały goniec · d1 – Biały hetman · e1 – Biały król · f1 – Biały goniec · h1 – Biała wieża | a8 – Czarna wieża · b8 – Czarny skoczek · c8 – Czarny goniec · d8 – Czarny hetman · e8 – Czarny król · f8 – Czarny goniec · g8 – Czarny skoczek · h8 – Czarna wieża · a7 – Czarny pionek · b7 – Czarny pionek · c7 – Czarny pionek · d7 – Czarny pionek · g7 – Czarny pionek · h7 – Czarny pionek · f6 – Czarny pionek · e5 – Czarny pionek · e4 – Biały pionek · f3 – Biały skoczek · a2 – Biały pionek · b2 – Biały pionek · c2 – Biały pionek · d2 – Biały pionek · f2 – Biały pionek · g2 – Biały pionek · h2 – Biały pionek · a1 – Biała wieża · b1 – Biały skoczek · c1 – Biały goniec · d1 – Biały hetman · e1 – Biały król · f1 – Biały goniec · h1 – Biała wieża | a8 – Czarna wieża · b8 – Czarny skoczek · c8 – Czarny goniec · d8 – Czarny hetman · e8 – Czarny król · f8 – Czarny goniec · g8 – Czarny skoczek · h8 – Czarna wieża · a7 – Czarny pionek · b7 – Czarny pionek · c7 – Czarny pionek · d7 – Czarny pionek · g7 – Czarny pionek · h7 – Czarny pionek · f6 – Czarny pionek · e5 – Czarny pionek · e4 – Biały pionek · f3 – Biały skoczek · a2 – Biały pionek · b2 – Biały pionek · c2 – Biały pionek · d2 – Biały pionek · f2 – Biały pionek · g2 – Biały pionek · h2 – Biały pionek · a1 – Biała wieża · b1 – Biały skoczek · c1 – Biały goniec · d1 – Biały hetman · e1 – Biały król · f1 – Biały goniec · h1 – Biała wieża | a8 – Czarna wieża · b8 – Czarny skoczek · c8 – Czarny goniec · d8 – Czarny hetman · e8 – Czarny król · f8 – Czarny goniec · g8 – Czarny skoczek · h8 – Czarna wieża · a7 – Czarny pionek · b7 – Czarny pionek · c7 – Czarny pionek · d7 – Czarny pionek · g7 – Czarny pionek · h7 – Czarny pionek · f6 – Czarny pionek · e5 – Czarny pionek · e4 – Biały pionek · f3 – Biały skoczek · a2 – Biały pionek · b2 – Biały pionek · c2 – Biały pionek · d2 – Biały pionek · f2 – Biały pionek · g2 – Biały pionek · h2 – Biały pionek · a1 – Biała wieża · b1 – Biały skoczek · c1 – Biały goniec · d1 – Biały hetman · e1 – Biały król · f1 – Biały goniec · h1 – Biała wieża | a8 – Czarna wieża · b8 – Czarny skoczek · c8 – Czarny goniec · d8 – Czarny hetman · e8 – Czarny król · f8 – Czarny goniec · g8 – Czarny skoczek · h8 – Czarna wieża · a7 – Czarny pionek · b7 – Czarny pionek · c7 – Czarny pionek · d7 – Czarny pionek · g7 – Czarny pionek · h7 – Czarny pionek · f6 – Czarny pionek · e5 – Czarny pionek · e4 – Biały pionek · f3 – Biały skoczek · a2 – Biały pionek · b2 – Biały pionek · c2 – Biały pionek · d2 – Biały pionek · f2 – Biały pionek · g2 – Biały pionek · h2 – Biały pionek · a1 – Biała wieża · b1 – Biały skoczek · c1 – Biały goniec · d1 – Biały hetman · e1 – Biały król · f1 – Biały goniec · h1 – Biała wieża | a8 – Czarna wieża · b8 – Czarny skoczek · c8 – Czarny goniec · d8 – Czarny hetman · e8 – Czarny król · f8 – Czarny goniec · g8 – Czarny skoczek · h8 – Czarna wieża · a7 – Czarny pionek · b7 – Czarny pionek · c7 – Czarny pionek · d7 – Czarny pionek · g7 – Czarny pionek · h7 – Czarny pionek · f6 – Czarny pionek · e5 – Czarny pionek · e4 – Biały pionek · f3 – Biały skoczek · a2 – Biały pionek · b2 – Biały pionek · c2 – Biały pionek · d2 – Biały pionek · f2 – Biały pionek · g2 – Biały pionek · h2 – Biały pionek · a1 – Biała wieża · b1 – Biały skoczek · c1 – Biały goniec · d1 – Biały hetman · e1 – Biały król · f1 – Biały goniec · h1 – Biała wieża | a8 – Czarna wieża · b8 – Czarny skoczek · c8 – Czarny goniec · d8 – Czarny hetman · e8 – Czarny król · f8 – Czarny goniec · g8 – Czarny skoczek · h8 – Czarna wieża · a7 – Czarny pionek · b7 – Czarny pionek · c7 – Czarny pionek · d7 – Czarny pionek · g7 – Czarny pionek · h7 – Czarny pionek · f6 – Czarny pionek · e5 – Czarny pionek · e4 – Biały pionek · f3 – Biały skoczek · a2 – Biały pionek · b2 – Biały pionek · c2 – Biały pionek · d2 – Biały pionek · f2 – Biały pionek · g2 – Biały pionek · h2 – Biały pionek · a1 – Biała wieża · b1 – Biały skoczek · c1 – Biały goniec · d1 – Biały hetman · e1 – Biały król · f1 – Biały goniec · h1 – Biała wieża | 8 |
| 7 | a8 – Czarna wieża · b8 – Czarny skoczek · c8 – Czarny goniec · d8 – Czarny hetman · e8 – Czarny król · f8 – Czarny goniec · g8 – Czarny skoczek · h8 – Czarna wieża · a7 – Czarny pionek · b7 – Czarny pionek · c7 – Czarny pionek · d7 – Czarny pionek · g7 – Czarny pionek · h7 – Czarny pionek · f6 – Czarny pionek · e5 – Czarny pionek · e4 – Biały pionek · f3 – Biały skoczek · a2 – Biały pionek · b2 – Biały pionek · c2 – Biały pionek · d2 – Biały pionek · f2 – Biały pionek · g2 – Biały pionek · h2 – Biały pionek · a1 – Biała wieża · b1 – Biały skoczek · c1 – Biały goniec · d1 – Biały hetman · e1 – Biały król · f1 – Biały goniec · h1 – Biała wieża | a8 – Czarna wieża · b8 – Czarny skoczek · c8 – Czarny goniec · d8 – Czarny hetman · e8 – Czarny król · f8 – Czarny goniec · g8 – Czarny skoczek · h8 – Czarna wieża · a7 – Czarny pionek · b7 – Czarny pionek · c7 – Czarny pionek · d7 – Czarny pionek · g7 – Czarny pionek · h7 – Czarny pionek · f6 – Czarny pionek · e5 – Czarny pionek · e4 – Biały pionek · f3 – Biały skoczek · a2 – Biały pionek · b2 – Biały pionek · c2 – Biały pionek · d2 – Biały pionek · f2 – Biały pionek · g2 – Biały pionek · h2 – Biały pionek · a1 – Biała wieża · b1 – Biały skoczek · c1 – Biały goniec · d1 – Biały hetman · e1 – Biały król · f1 – Biały goniec · h1 – Biała wieża | a8 – Czarna wieża · b8 – Czarny skoczek · c8 – Czarny goniec · d8 – Czarny hetman · e8 – Czarny król · f8 – Czarny goniec · g8 – Czarny skoczek · h8 – Czarna wieża · a7 – Czarny pionek · b7 – Czarny pionek · c7 – Czarny pionek · d7 – Czarny pionek · g7 – Czarny pionek · h7 – Czarny pionek · f6 – Czarny pionek · e5 – Czarny pionek · e4 – Biały pionek · f3 – Biały skoczek · a2 – Biały pionek · b2 – Biały pionek · c2 – Biały pionek · d2 – Biały pionek · f2 – Biały pionek · g2 – Biały pionek · h2 – Biały pionek · a1 – Biała wieża · b1 – Biały skoczek · c1 – Biały goniec · d1 – Biały hetman · e1 – Biały król · f1 – Biały goniec · h1 – Biała wieża | a8 – Czarna wieża · b8 – Czarny skoczek · c8 – Czarny goniec · d8 – Czarny hetman · e8 – Czarny król · f8 – Czarny goniec · g8 – Czarny skoczek · h8 – Czarna wieża · a7 – Czarny pionek · b7 – Czarny pionek · c7 – Czarny pionek · d7 – Czarny pionek · g7 – Czarny pionek · h7 – Czarny pionek · f6 – Czarny pionek · e5 – Czarny pionek · e4 – Biały pionek · f3 – Biały skoczek · a2 – Biały pionek · b2 – Biały pionek · c2 – Biały pionek · d2 – Biały pionek · f2 – Biały pionek · g2 – Biały pionek · h2 – Biały pionek · a1 – Biała wieża · b1 – Biały skoczek · c1 – Biały goniec · d1 – Biały hetman · e1 – Biały król · f1 – Biały goniec · h1 – Biała wieża | a8 – Czarna wieża · b8 – Czarny skoczek · c8 – Czarny goniec · d8 – Czarny hetman · e8 – Czarny król · f8 – Czarny goniec · g8 – Czarny skoczek · h8 – Czarna wieża · a7 – Czarny pionek · b7 – Czarny pionek · c7 – Czarny pionek · d7 – Czarny pionek · g7 – Czarny pionek · h7 – Czarny pionek · f6 – Czarny pionek · e5 – Czarny pionek · e4 – Biały pionek · f3 – Biały skoczek · a2 – Biały pionek · b2 – Biały pionek · c2 – Biały pionek · d2 – Biały pionek · f2 – Biały pionek · g2 – Biały pionek · h2 – Biały pionek · a1 – Biała wieża · b1 – Biały skoczek · c1 – Biały goniec · d1 – Biały hetman · e1 – Biały król · f1 – Biały goniec · h1 – Biała wieża | a8 – Czarna wieża · b8 – Czarny skoczek · c8 – Czarny goniec · d8 – Czarny hetman · e8 – Czarny król · f8 – Czarny goniec · g8 – Czarny skoczek · h8 – Czarna wieża · a7 – Czarny pionek · b7 – Czarny pionek · c7 – Czarny pionek · d7 – Czarny pionek · g7 – Czarny pionek · h7 – Czarny pionek · f6 – Czarny pionek · e5 – Czarny pionek · e4 – Biały pionek · f3 – Biały skoczek · a2 – Biały pionek · b2 – Biały pionek · c2 – Biały pionek · d2 – Biały pionek · f2 – Biały pionek · g2 – Biały pionek · h2 – Biały pionek · a1 – Biała wieża · b1 – Biały skoczek · c1 – Biały goniec · d1 – Biały hetman · e1 – Biały król · f1 – Biały goniec · h1 – Biała wieża | a8 – Czarna wieża · b8 – Czarny skoczek · c8 – Czarny goniec · d8 – Czarny hetman · e8 – Czarny król · f8 – Czarny goniec · g8 – Czarny skoczek · h8 – Czarna wieża · a7 – Czarny pionek · b7 – Czarny pionek · c7 – Czarny pionek · d7 – Czarny pionek · g7 – Czarny pionek · h7 – Czarny pionek · f6 – Czarny pionek · e5 – Czarny pionek · e4 – Biały pionek · f3 – Biały skoczek · a2 – Biały pionek · b2 – Biały pionek · c2 – Biały pionek · d2 – Biały pionek · f2 – Biały pionek · g2 – Biały pionek · h2 – Biały pionek · a1 – Biała wieża · b1 – Biały skoczek · c1 – Biały goniec · d1 – Biały hetman · e1 – Biały król · f1 – Biały goniec · h1 – Biała wieża | a8 – Czarna wieża · b8 – Czarny skoczek · c8 – Czarny goniec · d8 – Czarny hetman · e8 – Czarny król · f8 – Czarny goniec · g8 – Czarny skoczek · h8 – Czarna wieża · a7 – Czarny pionek · b7 – Czarny pionek · c7 – Czarny pionek · d7 – Czarny pionek · g7 – Czarny pionek · h7 – Czarny pionek · f6 – Czarny pionek · e5 – Czarny pionek · e4 – Biały pionek · f3 – Biały skoczek · a2 – Biały pionek · b2 – Biały pionek · c2 – Biały pionek · d2 – Biały pionek · f2 – Biały pionek · g2 – Biały pionek · h2 – Biały pionek · a1 – Biała wieża · b1 – Biały skoczek · c1 – Biały goniec · d1 – Biały hetman · e1 – Biały król · f1 – Biały goniec · h1 – Biała wieża | 7 |
| 6 | a8 – Czarna wieża · b8 – Czarny skoczek · c8 – Czarny goniec · d8 – Czarny hetman · e8 – Czarny król · f8 – Czarny goniec · g8 – Czarny skoczek · h8 – Czarna wieża · a7 – Czarny pionek · b7 – Czarny pionek · c7 – Czarny pionek · d7 – Czarny pionek · g7 – Czarny pionek · h7 – Czarny pionek · f6 – Czarny pionek · e5 – Czarny pionek · e4 – Biały pionek · f3 – Biały skoczek · a2 – Biały pionek · b2 – Biały pionek · c2 – Biały pionek · d2 – Biały pionek · f2 – Biały pionek · g2 – Biały pionek · h2 – Biały pionek · a1 – Biała wieża · b1 – Biały skoczek · c1 – Biały goniec · d1 – Biały hetman · e1 – Biały król · f1 – Biały goniec · h1 – Biała wieża | a8 – Czarna wieża · b8 – Czarny skoczek · c8 – Czarny goniec · d8 – Czarny hetman · e8 – Czarny król · f8 – Czarny goniec · g8 – Czarny skoczek · h8 – Czarna wieża · a7 – Czarny pionek · b7 – Czarny pionek · c7 – Czarny pionek · d7 – Czarny pionek · g7 – Czarny pionek · h7 – Czarny pionek · f6 – Czarny pionek · e5 – Czarny pionek · e4 – Biały pionek · f3 – Biały skoczek · a2 – Biały pionek · b2 – Biały pionek · c2 – Biały pionek · d2 – Biały pionek · f2 – Biały pionek · g2 – Biały pionek · h2 – Biały pionek · a1 – Biała wieża · b1 – Biały skoczek · c1 – Biały goniec · d1 – Biały hetman · e1 – Biały król · f1 – Biały goniec · h1 – Biała wieża | a8 – Czarna wieża · b8 – Czarny skoczek · c8 – Czarny goniec · d8 – Czarny hetman · e8 – Czarny król · f8 – Czarny goniec · g8 – Czarny skoczek · h8 – Czarna wieża · a7 – Czarny pionek · b7 – Czarny pionek · c7 – Czarny pionek · d7 – Czarny pionek · g7 – Czarny pionek · h7 – Czarny pionek · f6 – Czarny pionek · e5 – Czarny pionek · e4 – Biały pionek · f3 – Biały skoczek · a2 – Biały pionek · b2 – Biały pionek · c2 – Biały pionek · d2 – Biały pionek · f2 – Biały pionek · g2 – Biały pionek · h2 – Biały pionek · a1 – Biała wieża · b1 – Biały skoczek · c1 – Biały goniec · d1 – Biały hetman · e1 – Biały król · f1 – Biały goniec · h1 – Biała wieża | a8 – Czarna wieża · b8 – Czarny skoczek · c8 – Czarny goniec · d8 – Czarny hetman · e8 – Czarny król · f8 – Czarny goniec · g8 – Czarny skoczek · h8 – Czarna wieża · a7 – Czarny pionek · b7 – Czarny pionek · c7 – Czarny pionek · d7 – Czarny pionek · g7 – Czarny pionek · h7 – Czarny pionek · f6 – Czarny pionek · e5 – Czarny pionek · e4 – Biały pionek · f3 – Biały skoczek · a2 – Biały pionek · b2 – Biały pionek · c2 – Biały pionek · d2 – Biały pionek · f2 – Biały pionek · g2 – Biały pionek · h2 – Biały pionek · a1 – Biała wieża · b1 – Biały skoczek · c1 – Biały goniec · d1 – Biały hetman · e1 – Biały król · f1 – Biały goniec · h1 – Biała wieża | a8 – Czarna wieża · b8 – Czarny skoczek · c8 – Czarny goniec · d8 – Czarny hetman · e8 – Czarny król · f8 – Czarny goniec · g8 – Czarny skoczek · h8 – Czarna wieża · a7 – Czarny pionek · b7 – Czarny pionek · c7 – Czarny pionek · d7 – Czarny pionek · g7 – Czarny pionek · h7 – Czarny pionek · f6 – Czarny pionek · e5 – Czarny pionek · e4 – Biały pionek · f3 – Biały skoczek · a2 – Biały pionek · b2 – Biały pionek · c2 – Biały pionek · d2 – Biały pionek · f2 – Biały pionek · g2 – Biały pionek · h2 – Biały pionek · a1 – Biała wieża · b1 – Biały skoczek · c1 – Biały goniec · d1 – Biały hetman · e1 – Biały król · f1 – Biały goniec · h1 – Biała wieża | a8 – Czarna wieża · b8 – Czarny skoczek · c8 – Czarny goniec · d8 – Czarny hetman · e8 – Czarny król · f8 – Czarny goniec · g8 – Czarny skoczek · h8 – Czarna wieża · a7 – Czarny pionek · b7 – Czarny pionek · c7 – Czarny pionek · d7 – Czarny pionek · g7 – Czarny pionek · h7 – Czarny pionek · f6 – Czarny pionek · e5 – Czarny pionek · e4 – Biały pionek · f3 – Biały skoczek · a2 – Biały pionek · b2 – Biały pionek · c2 – Biały pionek · d2 – Biały pionek · f2 – Biały pionek · g2 – Biały pionek · h2 – Biały pionek · a1 – Biała wieża · b1 – Biały skoczek · c1 – Biały goniec · d1 – Biały hetman · e1 – Biały król · f1 – Biały goniec · h1 – Biała wieża | a8 – Czarna wieża · b8 – Czarny skoczek · c8 – Czarny goniec · d8 – Czarny hetman · e8 – Czarny król · f8 – Czarny goniec · g8 – Czarny skoczek · h8 – Czarna wieża · a7 – Czarny pionek · b7 – Czarny pionek · c7 – Czarny pionek · d7 – Czarny pionek · g7 – Czarny pionek · h7 – Czarny pionek · f6 – Czarny pionek · e5 – Czarny pionek · e4 – Biały pionek · f3 – Biały skoczek · a2 – Biały pionek · b2 – Biały pionek · c2 – Biały pionek · d2 – Biały pionek · f2 – Biały pionek · g2 – Biały pionek · h2 – Biały pionek · a1 – Biała wieża · b1 – Biały skoczek · c1 – Biały goniec · d1 – Biały hetman · e1 – Biały król · f1 – Biały goniec · h1 – Biała wieża | a8 – Czarna wieża · b8 – Czarny skoczek · c8 – Czarny goniec · d8 – Czarny hetman · e8 – Czarny król · f8 – Czarny goniec · g8 – Czarny skoczek · h8 – Czarna wieża · a7 – Czarny pionek · b7 – Czarny pionek · c7 – Czarny pionek · d7 – Czarny pionek · g7 – Czarny pionek · h7 – Czarny pionek · f6 – Czarny pionek · e5 – Czarny pionek · e4 – Biały pionek · f3 – Biały skoczek · a2 – Biały pionek · b2 – Biały pionek · c2 – Biały pionek · d2 – Biały pionek · f2 – Biały pionek · g2 – Biały pionek · h2 – Biały pionek · a1 – Biała wieża · b1 – Biały skoczek · c1 – Biały goniec · d1 – Biały hetman · e1 – Biały król · f1 – Biały goniec · h1 – Biała wieża | 6 |
| 5 | a8 – Czarna wieża · b8 – Czarny skoczek · c8 – Czarny goniec · d8 – Czarny hetman · e8 – Czarny król · f8 – Czarny goniec · g8 – Czarny skoczek · h8 – Czarna wieża · a7 – Czarny pionek · b7 – Czarny pionek · c7 – Czarny pionek · d7 – Czarny pionek · g7 – Czarny pionek · h7 – Czarny pionek · f6 – Czarny pionek · e5 – Czarny pionek · e4 – Biały pionek · f3 – Biały skoczek · a2 – Biały pionek · b2 – Biały pionek · c2 – Biały pionek · d2 – Biały pionek · f2 – Biały pionek · g2 – Biały pionek · h2 – Biały pionek · a1 – Biała wieża · b1 – Biały skoczek · c1 – Biały goniec · d1 – Biały hetman · e1 – Biały król · f1 – Biały goniec · h1 – Biała wieża | a8 – Czarna wieża · b8 – Czarny skoczek · c8 – Czarny goniec · d8 – Czarny hetman · e8 – Czarny król · f8 – Czarny goniec · g8 – Czarny skoczek · h8 – Czarna wieża · a7 – Czarny pionek · b7 – Czarny pionek · c7 – Czarny pionek · d7 – Czarny pionek · g7 – Czarny pionek · h7 – Czarny pionek · f6 – Czarny pionek · e5 – Czarny pionek · e4 – Biały pionek · f3 – Biały skoczek · a2 – Biały pionek · b2 – Biały pionek · c2 – Biały pionek · d2 – Biały pionek · f2 – Biały pionek · g2 – Biały pionek · h2 – Biały pionek · a1 – Biała wieża · b1 – Biały skoczek · c1 – Biały goniec · d1 – Biały hetman · e1 – Biały król · f1 – Biały goniec · h1 – Biała wieża | a8 – Czarna wieża · b8 – Czarny skoczek · c8 – Czarny goniec · d8 – Czarny hetman · e8 – Czarny król · f8 – Czarny goniec · g8 – Czarny skoczek · h8 – Czarna wieża · a7 – Czarny pionek · b7 – Czarny pionek · c7 – Czarny pionek · d7 – Czarny pionek · g7 – Czarny pionek · h7 – Czarny pionek · f6 – Czarny pionek · e5 – Czarny pionek · e4 – Biały pionek · f3 – Biały skoczek · a2 – Biały pionek · b2 – Biały pionek · c2 – Biały pionek · d2 – Biały pionek · f2 – Biały pionek · g2 – Biały pionek · h2 – Biały pionek · a1 – Biała wieża · b1 – Biały skoczek · c1 – Biały goniec · d1 – Biały hetman · e1 – Biały król · f1 – Biały goniec · h1 – Biała wieża | a8 – Czarna wieża · b8 – Czarny skoczek · c8 – Czarny goniec · d8 – Czarny hetman · e8 – Czarny król · f8 – Czarny goniec · g8 – Czarny skoczek · h8 – Czarna wieża · a7 – Czarny pionek · b7 – Czarny pionek · c7 – Czarny pionek · d7 – Czarny pionek · g7 – Czarny pionek · h7 – Czarny pionek · f6 – Czarny pionek · e5 – Czarny pionek · e4 – Biały pionek · f3 – Biały skoczek · a2 – Biały pionek · b2 – Biały pionek · c2 – Biały pionek · d2 – Biały pionek · f2 – Biały pionek · g2 – Biały pionek · h2 – Biały pionek · a1 – Biała wieża · b1 – Biały skoczek · c1 – Biały goniec · d1 – Biały hetman · e1 – Biały król · f1 – Biały goniec · h1 – Biała wieża | a8 – Czarna wieża · b8 – Czarny skoczek · c8 – Czarny goniec · d8 – Czarny hetman · e8 – Czarny król · f8 – Czarny goniec · g8 – Czarny skoczek · h8 – Czarna wieża · a7 – Czarny pionek · b7 – Czarny pionek · c7 – Czarny pionek · d7 – Czarny pionek · g7 – Czarny pionek · h7 – Czarny pionek · f6 – Czarny pionek · e5 – Czarny pionek · e4 – Biały pionek · f3 – Biały skoczek · a2 – Biały pionek · b2 – Biały pionek · c2 – Biały pionek · d2 – Biały pionek · f2 – Biały pionek · g2 – Biały pionek · h2 – Biały pionek · a1 – Biała wieża · b1 – Biały skoczek · c1 – Biały goniec · d1 – Biały hetman · e1 – Biały król · f1 – Biały goniec · h1 – Biała wieża | a8 – Czarna wieża · b8 – Czarny skoczek · c8 – Czarny goniec · d8 – Czarny hetman · e8 – Czarny król · f8 – Czarny goniec · g8 – Czarny skoczek · h8 – Czarna wieża · a7 – Czarny pionek · b7 – Czarny pionek · c7 – Czarny pionek · d7 – Czarny pionek · g7 – Czarny pionek · h7 – Czarny pionek · f6 – Czarny pionek · e5 – Czarny pionek · e4 – Biały pionek · f3 – Biały skoczek · a2 – Biały pionek · b2 – Biały pionek · c2 – Biały pionek · d2 – Biały pionek · f2 – Biały pionek · g2 – Biały pionek · h2 – Biały pionek · a1 – Biała wieża · b1 – Biały skoczek · c1 – Biały goniec · d1 – Biały hetman · e1 – Biały król · f1 – Biały goniec · h1 – Biała wieża | a8 – Czarna wieża · b8 – Czarny skoczek · c8 – Czarny goniec · d8 – Czarny hetman · e8 – Czarny król · f8 – Czarny goniec · g8 – Czarny skoczek · h8 – Czarna wieża · a7 – Czarny pionek · b7 – Czarny pionek · c7 – Czarny pionek · d7 – Czarny pionek · g7 – Czarny pionek · h7 – Czarny pionek · f6 – Czarny pionek · e5 – Czarny pionek · e4 – Biały pionek · f3 – Biały skoczek · a2 – Biały pionek · b2 – Biały pionek · c2 – Biały pionek · d2 – Biały pionek · f2 – Biały pionek · g2 – Biały pionek · h2 – Biały pionek · a1 – Biała wieża · b1 – Biały skoczek · c1 – Biały goniec · d1 – Biały hetman · e1 – Biały król · f1 – Biały goniec · h1 – Biała wieża | a8 – Czarna wieża · b8 – Czarny skoczek · c8 – Czarny goniec · d8 – Czarny hetman · e8 – Czarny król · f8 – Czarny goniec · g8 – Czarny skoczek · h8 – Czarna wieża · a7 – Czarny pionek · b7 – Czarny pionek · c7 – Czarny pionek · d7 – Czarny pionek · g7 – Czarny pionek · h7 – Czarny pionek · f6 – Czarny pionek · e5 – Czarny pionek · e4 – Biały pionek · f3 – Biały skoczek · a2 – Biały pionek · b2 – Biały pionek · c2 – Biały pionek · d2 – Biały pionek · f2 – Biały pionek · g2 – Biały pionek · h2 – Biały pionek · a1 – Biała wieża · b1 – Biały skoczek · c1 – Biały goniec · d1 – Biały hetman · e1 – Biały król · f1 – Biały goniec · h1 – Biała wieża | 5 |
| 4 | a8 – Czarna wieża · b8 – Czarny skoczek · c8 – Czarny goniec · d8 – Czarny hetman · e8 – Czarny król · f8 – Czarny goniec · g8 – Czarny skoczek · h8 – Czarna wieża · a7 – Czarny pionek · b7 – Czarny pionek · c7 – Czarny pionek · d7 – Czarny pionek · g7 – Czarny pionek · h7 – Czarny pionek · f6 – Czarny pionek · e5 – Czarny pionek · e4 – Biały pionek · f3 – Biały skoczek · a2 – Biały pionek · b2 – Biały pionek · c2 – Biały pionek · d2 – Biały pionek · f2 – Biały pionek · g2 – Biały pionek · h2 – Biały pionek · a1 – Biała wieża · b1 – Biały skoczek · c1 – Biały goniec · d1 – Biały hetman · e1 – Biały król · f1 – Biały goniec · h1 – Biała wieża | a8 – Czarna wieża · b8 – Czarny skoczek · c8 – Czarny goniec · d8 – Czarny hetman · e8 – Czarny król · f8 – Czarny goniec · g8 – Czarny skoczek · h8 – Czarna wieża · a7 – Czarny pionek · b7 – Czarny pionek · c7 – Czarny pionek · d7 – Czarny pionek · g7 – Czarny pionek · h7 – Czarny pionek · f6 – Czarny pionek · e5 – Czarny pionek · e4 – Biały pionek · f3 – Biały skoczek · a2 – Biały pionek · b2 – Biały pionek · c2 – Biały pionek · d2 – Biały pionek · f2 – Biały pionek · g2 – Biały pionek · h2 – Biały pionek · a1 – Biała wieża · b1 – Biały skoczek · c1 – Biały goniec · d1 – Biały hetman · e1 – Biały król · f1 – Biały goniec · h1 – Biała wieża | a8 – Czarna wieża · b8 – Czarny skoczek · c8 – Czarny goniec · d8 – Czarny hetman · e8 – Czarny król · f8 – Czarny goniec · g8 – Czarny skoczek · h8 – Czarna wieża · a7 – Czarny pionek · b7 – Czarny pionek · c7 – Czarny pionek · d7 – Czarny pionek · g7 – Czarny pionek · h7 – Czarny pionek · f6 – Czarny pionek · e5 – Czarny pionek · e4 – Biały pionek · f3 – Biały skoczek · a2 – Biały pionek · b2 – Biały pionek · c2 – Biały pionek · d2 – Biały pionek · f2 – Biały pionek · g2 – Biały pionek · h2 – Biały pionek · a1 – Biała wieża · b1 – Biały skoczek · c1 – Biały goniec · d1 – Biały hetman · e1 – Biały król · f1 – Biały goniec · h1 – Biała wieża | a8 – Czarna wieża · b8 – Czarny skoczek · c8 – Czarny goniec · d8 – Czarny hetman · e8 – Czarny król · f8 – Czarny goniec · g8 – Czarny skoczek · h8 – Czarna wieża · a7 – Czarny pionek · b7 – Czarny pionek · c7 – Czarny pionek · d7 – Czarny pionek · g7 – Czarny pionek · h7 – Czarny pionek · f6 – Czarny pionek · e5 – Czarny pionek · e4 – Biały pionek · f3 – Biały skoczek · a2 – Biały pionek · b2 – Biały pionek · c2 – Biały pionek · d2 – Biały pionek · f2 – Biały pionek · g2 – Biały pionek · h2 – Biały pionek · a1 – Biała wieża · b1 – Biały skoczek · c1 – Biały goniec · d1 – Biały hetman · e1 – Biały król · f1 – Biały goniec · h1 – Biała wieża | a8 – Czarna wieża · b8 – Czarny skoczek · c8 – Czarny goniec · d8 – Czarny hetman · e8 – Czarny król · f8 – Czarny goniec · g8 – Czarny skoczek · h8 – Czarna wieża · a7 – Czarny pionek · b7 – Czarny pionek · c7 – Czarny pionek · d7 – Czarny pionek · g7 – Czarny pionek · h7 – Czarny pionek · f6 – Czarny pionek · e5 – Czarny pionek · e4 – Biały pionek · f3 – Biały skoczek · a2 – Biały pionek · b2 – Biały pionek · c2 – Biały pionek · d2 – Biały pionek · f2 – Biały pionek · g2 – Biały pionek · h2 – Biały pionek · a1 – Biała wieża · b1 – Biały skoczek · c1 – Biały goniec · d1 – Biały hetman · e1 – Biały król · f1 – Biały goniec · h1 – Biała wieża | a8 – Czarna wieża · b8 – Czarny skoczek · c8 – Czarny goniec · d8 – Czarny hetman · e8 – Czarny król · f8 – Czarny goniec · g8 – Czarny skoczek · h8 – Czarna wieża · a7 – Czarny pionek · b7 – Czarny pionek · c7 – Czarny pionek · d7 – Czarny pionek · g7 – Czarny pionek · h7 – Czarny pionek · f6 – Czarny pionek · e5 – Czarny pionek · e4 – Biały pionek · f3 – Biały skoczek · a2 – Biały pionek · b2 – Biały pionek · c2 – Biały pionek · d2 – Biały pionek · f2 – Biały pionek · g2 – Biały pionek · h2 – Biały pionek · a1 – Biała wieża · b1 – Biały skoczek · c1 – Biały goniec · d1 – Biały hetman · e1 – Biały król · f1 – Biały goniec · h1 – Biała wieża | a8 – Czarna wieża · b8 – Czarny skoczek · c8 – Czarny goniec · d8 – Czarny hetman · e8 – Czarny król · f8 – Czarny goniec · g8 – Czarny skoczek · h8 – Czarna wieża · a7 – Czarny pionek · b7 – Czarny pionek · c7 – Czarny pionek · d7 – Czarny pionek · g7 – Czarny pionek · h7 – Czarny pionek · f6 – Czarny pionek · e5 – Czarny pionek · e4 – Biały pionek · f3 – Biały skoczek · a2 – Biały pionek · b2 – Biały pionek · c2 – Biały pionek · d2 – Biały pionek · f2 – Biały pionek · g2 – Biały pionek · h2 – Biały pionek · a1 – Biała wieża · b1 – Biały skoczek · c1 – Biały goniec · d1 – Biały hetman · e1 – Biały król · f1 – Biały goniec · h1 – Biała wieża | a8 – Czarna wieża · b8 – Czarny skoczek · c8 – Czarny goniec · d8 – Czarny hetman · e8 – Czarny król · f8 – Czarny goniec · g8 – Czarny skoczek · h8 – Czarna wieża · a7 – Czarny pionek · b7 – Czarny pionek · c7 – Czarny pionek · d7 – Czarny pionek · g7 – Czarny pionek · h7 – Czarny pionek · f6 – Czarny pionek · e5 – Czarny pionek · e4 – Biały pionek · f3 – Biały skoczek · a2 – Biały pionek · b2 – Biały pionek · c2 – Biały pionek · d2 – Biały pionek · f2 – Biały pionek · g2 – Biały pionek · h2 – Biały pionek · a1 – Biała wieża · b1 – Biały skoczek · c1 – Biały goniec · d1 – Biały hetman · e1 – Biały król · f1 – Biały goniec · h1 – Biała wieża | 4 |
| 3 | a8 – Czarna wieża · b8 – Czarny skoczek · c8 – Czarny goniec · d8 – Czarny hetman · e8 – Czarny król · f8 – Czarny goniec · g8 – Czarny skoczek · h8 – Czarna wieża · a7 – Czarny pionek · b7 – Czarny pionek · c7 – Czarny pionek · d7 – Czarny pionek · g7 – Czarny pionek · h7 – Czarny pionek · f6 – Czarny pionek · e5 – Czarny pionek · e4 – Biały pionek · f3 – Biały skoczek · a2 – Biały pionek · b2 – Biały pionek · c2 – Biały pionek · d2 – Biały pionek · f2 – Biały pionek · g2 – Biały pionek · h2 – Biały pionek · a1 – Biała wieża · b1 – Biały skoczek · c1 – Biały goniec · d1 – Biały hetman · e1 – Biały król · f1 – Biały goniec · h1 – Biała wieża | a8 – Czarna wieża · b8 – Czarny skoczek · c8 – Czarny goniec · d8 – Czarny hetman · e8 – Czarny król · f8 – Czarny goniec · g8 – Czarny skoczek · h8 – Czarna wieża · a7 – Czarny pionek · b7 – Czarny pionek · c7 – Czarny pionek · d7 – Czarny pionek · g7 – Czarny pionek · h7 – Czarny pionek · f6 – Czarny pionek · e5 – Czarny pionek · e4 – Biały pionek · f3 – Biały skoczek · a2 – Biały pionek · b2 – Biały pionek · c2 – Biały pionek · d2 – Biały pionek · f2 – Biały pionek · g2 – Biały pionek · h2 – Biały pionek · a1 – Biała wieża · b1 – Biały skoczek · c1 – Biały goniec · d1 – Biały hetman · e1 – Biały król · f1 – Biały goniec · h1 – Biała wieża | a8 – Czarna wieża · b8 – Czarny skoczek · c8 – Czarny goniec · d8 – Czarny hetman · e8 – Czarny król · f8 – Czarny goniec · g8 – Czarny skoczek · h8 – Czarna wieża · a7 – Czarny pionek · b7 – Czarny pionek · c7 – Czarny pionek · d7 – Czarny pionek · g7 – Czarny pionek · h7 – Czarny pionek · f6 – Czarny pionek · e5 – Czarny pionek · e4 – Biały pionek · f3 – Biały skoczek · a2 – Biały pionek · b2 – Biały pionek · c2 – Biały pionek · d2 – Biały pionek · f2 – Biały pionek · g2 – Biały pionek · h2 – Biały pionek · a1 – Biała wieża · b1 – Biały skoczek · c1 – Biały goniec · d1 – Biały hetman · e1 – Biały król · f1 – Biały goniec · h1 – Biała wieża | a8 – Czarna wieża · b8 – Czarny skoczek · c8 – Czarny goniec · d8 – Czarny hetman · e8 – Czarny król · f8 – Czarny goniec · g8 – Czarny skoczek · h8 – Czarna wieża · a7 – Czarny pionek · b7 – Czarny pionek · c7 – Czarny pionek · d7 – Czarny pionek · g7 – Czarny pionek · h7 – Czarny pionek · f6 – Czarny pionek · e5 – Czarny pionek · e4 – Biały pionek · f3 – Biały skoczek · a2 – Biały pionek · b2 – Biały pionek · c2 – Biały pionek · d2 – Biały pionek · f2 – Biały pionek · g2 – Biały pionek · h2 – Biały pionek · a1 – Biała wieża · b1 – Biały skoczek · c1 – Biały goniec · d1 – Biały hetman · e1 – Biały król · f1 – Biały goniec · h1 – Biała wieża | a8 – Czarna wieża · b8 – Czarny skoczek · c8 – Czarny goniec · d8 – Czarny hetman · e8 – Czarny król · f8 – Czarny goniec · g8 – Czarny skoczek · h8 – Czarna wieża · a7 – Czarny pionek · b7 – Czarny pionek · c7 – Czarny pionek · d7 – Czarny pionek · g7 – Czarny pionek · h7 – Czarny pionek · f6 – Czarny pionek · e5 – Czarny pionek · e4 – Biały pionek · f3 – Biały skoczek · a2 – Biały pionek · b2 – Biały pionek · c2 – Biały pionek · d2 – Biały pionek · f2 – Biały pionek · g2 – Biały pionek · h2 – Biały pionek · a1 – Biała wieża · b1 – Biały skoczek · c1 – Biały goniec · d1 – Biały hetman · e1 – Biały król · f1 – Biały goniec · h1 – Biała wieża | a8 – Czarna wieża · b8 – Czarny skoczek · c8 – Czarny goniec · d8 – Czarny hetman · e8 – Czarny król · f8 – Czarny goniec · g8 – Czarny skoczek · h8 – Czarna wieża · a7 – Czarny pionek · b7 – Czarny pionek · c7 – Czarny pionek · d7 – Czarny pionek · g7 – Czarny pionek · h7 – Czarny pionek · f6 – Czarny pionek · e5 – Czarny pionek · e4 – Biały pionek · f3 – Biały skoczek · a2 – Biały pionek · b2 – Biały pionek · c2 – Biały pionek · d2 – Biały pionek · f2 – Biały pionek · g2 – Biały pionek · h2 – Biały pionek · a1 – Biała wieża · b1 – Biały skoczek · c1 – Biały goniec · d1 – Biały hetman · e1 – Biały król · f1 – Biały goniec · h1 – Biała wieża | a8 – Czarna wieża · b8 – Czarny skoczek · c8 – Czarny goniec · d8 – Czarny hetman · e8 – Czarny król · f8 – Czarny goniec · g8 – Czarny skoczek · h8 – Czarna wieża · a7 – Czarny pionek · b7 – Czarny pionek · c7 – Czarny pionek · d7 – Czarny pionek · g7 – Czarny pionek · h7 – Czarny pionek · f6 – Czarny pionek · e5 – Czarny pionek · e4 – Biały pionek · f3 – Biały skoczek · a2 – Biały pionek · b2 – Biały pionek · c2 – Biały pionek · d2 – Biały pionek · f2 – Biały pionek · g2 – Biały pionek · h2 – Biały pionek · a1 – Biała wieża · b1 – Biały skoczek · c1 – Biały goniec · d1 – Biały hetman · e1 – Biały król · f1 – Biały goniec · h1 – Biała wieża | a8 – Czarna wieża · b8 – Czarny skoczek · c8 – Czarny goniec · d8 – Czarny hetman · e8 – Czarny król · f8 – Czarny goniec · g8 – Czarny skoczek · h8 – Czarna wieża · a7 – Czarny pionek · b7 – Czarny pionek · c7 – Czarny pionek · d7 – Czarny pionek · g7 – Czarny pionek · h7 – Czarny pionek · f6 – Czarny pionek · e5 – Czarny pionek · e4 – Biały pionek · f3 – Biały skoczek · a2 – Biały pionek · b2 – Biały pionek · c2 – Biały pionek · d2 – Biały pionek · f2 – Biały pionek · g2 – Biały pionek · h2 – Biały pionek · a1 – Biała wieża · b1 – Biały skoczek · c1 – Biały goniec · d1 – Biały hetman · e1 – Biały król · f1 – Biały goniec · h1 – Biała wieża | 3 |
| 2 | a8 – Czarna wieża · b8 – Czarny skoczek · c8 – Czarny goniec · d8 – Czarny hetman · e8 – Czarny król · f8 – Czarny goniec · g8 – Czarny skoczek · h8 – Czarna wieża · a7 – Czarny pionek · b7 – Czarny pionek · c7 – Czarny pionek · d7 – Czarny pionek · g7 – Czarny pionek · h7 – Czarny pionek · f6 – Czarny pionek · e5 – Czarny pionek · e4 – Biały pionek · f3 – Biały skoczek · a2 – Biały pionek · b2 – Biały pionek · c2 – Biały pionek · d2 – Biały pionek · f2 – Biały pionek · g2 – Biały pionek · h2 – Biały pionek · a1 – Biała wieża · b1 – Biały skoczek · c1 – Biały goniec · d1 – Biały hetman · e1 – Biały król · f1 – Biały goniec · h1 – Biała wieża | a8 – Czarna wieża · b8 – Czarny skoczek · c8 – Czarny goniec · d8 – Czarny hetman · e8 – Czarny król · f8 – Czarny goniec · g8 – Czarny skoczek · h8 – Czarna wieża · a7 – Czarny pionek · b7 – Czarny pionek · c7 – Czarny pionek · d7 – Czarny pionek · g7 – Czarny pionek · h7 – Czarny pionek · f6 – Czarny pionek · e5 – Czarny pionek · e4 – Biały pionek · f3 – Biały skoczek · a2 – Biały pionek · b2 – Biały pionek · c2 – Biały pionek · d2 – Biały pionek · f2 – Biały pionek · g2 – Biały pionek · h2 – Biały pionek · a1 – Biała wieża · b1 – Biały skoczek · c1 – Biały goniec · d1 – Biały hetman · e1 – Biały król · f1 – Biały goniec · h1 – Biała wieża | a8 – Czarna wieża · b8 – Czarny skoczek · c8 – Czarny goniec · d8 – Czarny hetman · e8 – Czarny król · f8 – Czarny goniec · g8 – Czarny skoczek · h8 – Czarna wieża · a7 – Czarny pionek · b7 – Czarny pionek · c7 – Czarny pionek · d7 – Czarny pionek · g7 – Czarny pionek · h7 – Czarny pionek · f6 – Czarny pionek · e5 – Czarny pionek · e4 – Biały pionek · f3 – Biały skoczek · a2 – Biały pionek · b2 – Biały pionek · c2 – Biały pionek · d2 – Biały pionek · f2 – Biały pionek · g2 – Biały pionek · h2 – Biały pionek · a1 – Biała wieża · b1 – Biały skoczek · c1 – Biały goniec · d1 – Biały hetman · e1 – Biały król · f1 – Biały goniec · h1 – Biała wieża | a8 – Czarna wieża · b8 – Czarny skoczek · c8 – Czarny goniec · d8 – Czarny hetman · e8 – Czarny król · f8 – Czarny goniec · g8 – Czarny skoczek · h8 – Czarna wieża · a7 – Czarny pionek · b7 – Czarny pionek · c7 – Czarny pionek · d7 – Czarny pionek · g7 – Czarny pionek · h7 – Czarny pionek · f6 – Czarny pionek · e5 – Czarny pionek · e4 – Biały pionek · f3 – Biały skoczek · a2 – Biały pionek · b2 – Biały pionek · c2 – Biały pionek · d2 – Biały pionek · f2 – Biały pionek · g2 – Biały pionek · h2 – Biały pionek · a1 – Biała wieża · b1 – Biały skoczek · c1 – Biały goniec · d1 – Biały hetman · e1 – Biały król · f1 – Biały goniec · h1 – Biała wieża | a8 – Czarna wieża · b8 – Czarny skoczek · c8 – Czarny goniec · d8 – Czarny hetman · e8 – Czarny król · f8 – Czarny goniec · g8 – Czarny skoczek · h8 – Czarna wieża · a7 – Czarny pionek · b7 – Czarny pionek · c7 – Czarny pionek · d7 – Czarny pionek · g7 – Czarny pionek · h7 – Czarny pionek · f6 – Czarny pionek · e5 – Czarny pionek · e4 – Biały pionek · f3 – Biały skoczek · a2 – Biały pionek · b2 – Biały pionek · c2 – Biały pionek · d2 – Biały pionek · f2 – Biały pionek · g2 – Biały pionek · h2 – Biały pionek · a1 – Biała wieża · b1 – Biały skoczek · c1 – Biały goniec · d1 – Biały hetman · e1 – Biały król · f1 – Biały goniec · h1 – Biała wieża | a8 – Czarna wieża · b8 – Czarny skoczek · c8 – Czarny goniec · d8 – Czarny hetman · e8 – Czarny król · f8 – Czarny goniec · g8 – Czarny skoczek · h8 – Czarna wieża · a7 – Czarny pionek · b7 – Czarny pionek · c7 – Czarny pionek · d7 – Czarny pionek · g7 – Czarny pionek · h7 – Czarny pionek · f6 – Czarny pionek · e5 – Czarny pionek · e4 – Biały pionek · f3 – Biały skoczek · a2 – Biały pionek · b2 – Biały pionek · c2 – Biały pionek · d2 – Biały pionek · f2 – Biały pionek · g2 – Biały pionek · h2 – Biały pionek · a1 – Biała wieża · b1 – Biały skoczek · c1 – Biały goniec · d1 – Biały hetman · e1 – Biały król · f1 – Biały goniec · h1 – Biała wieża | a8 – Czarna wieża · b8 – Czarny skoczek · c8 – Czarny goniec · d8 – Czarny hetman · e8 – Czarny król · f8 – Czarny goniec · g8 – Czarny skoczek · h8 – Czarna wieża · a7 – Czarny pionek · b7 – Czarny pionek · c7 – Czarny pionek · d7 – Czarny pionek · g7 – Czarny pionek · h7 – Czarny pionek · f6 – Czarny pionek · e5 – Czarny pionek · e4 – Biały pionek · f3 – Biały skoczek · a2 – Biały pionek · b2 – Biały pionek · c2 – Biały pionek · d2 – Biały pionek · f2 – Biały pionek · g2 – Biały pionek · h2 – Biały pionek · a1 – Biała wieża · b1 – Biały skoczek · c1 – Biały goniec · d1 – Biały hetman · e1 – Biały król · f1 – Biały goniec · h1 – Biała wieża | a8 – Czarna wieża · b8 – Czarny skoczek · c8 – Czarny goniec · d8 – Czarny hetman · e8 – Czarny król · f8 – Czarny goniec · g8 – Czarny skoczek · h8 – Czarna wieża · a7 – Czarny pionek · b7 – Czarny pionek · c7 – Czarny pionek · d7 – Czarny pionek · g7 – Czarny pionek · h7 – Czarny pionek · f6 – Czarny pionek · e5 – Czarny pionek · e4 – Biały pionek · f3 – Biały skoczek · a2 – Biały pionek · b2 – Biały pionek · c2 – Biały pionek · d2 – Biały pionek · f2 – Biały pionek · g2 – Biały pionek · h2 – Biały pionek · a1 – Biała wieża · b1 – Biały skoczek · c1 – Biały goniec · d1 – Biały hetman · e1 – Biały król · f1 – Biały goniec · h1 – Biała wieża | 2 |
| 1 | a8 – Czarna wieża · b8 – Czarny skoczek · c8 – Czarny goniec · d8 – Czarny hetman · e8 – Czarny król · f8 – Czarny goniec · g8 – Czarny skoczek · h8 – Czarna wieża · a7 – Czarny pionek · b7 – Czarny pionek · c7 – Czarny pionek · d7 – Czarny pionek · g7 – Czarny pionek · h7 – Czarny pionek · f6 – Czarny pionek · e5 – Czarny pionek · e4 – Biały pionek · f3 – Biały skoczek · a2 – Biały pionek · b2 – Biały pionek · c2 – Biały pionek · d2 – Biały pionek · f2 – Biały pionek · g2 – Biały pionek · h2 – Biały pionek · a1 – Biała wieża · b1 – Biały skoczek · c1 – Biały goniec · d1 – Biały hetman · e1 – Biały król · f1 – Biały goniec · h1 – Biała wieża | a8 – Czarna wieża · b8 – Czarny skoczek · c8 – Czarny goniec · d8 – Czarny hetman · e8 – Czarny król · f8 – Czarny goniec · g8 – Czarny skoczek · h8 – Czarna wieża · a7 – Czarny pionek · b7 – Czarny pionek · c7 – Czarny pionek · d7 – Czarny pionek · g7 – Czarny pionek · h7 – Czarny pionek · f6 – Czarny pionek · e5 – Czarny pionek · e4 – Biały pionek · f3 – Biały skoczek · a2 – Biały pionek · b2 – Biały pionek · c2 – Biały pionek · d2 – Biały pionek · f2 – Biały pionek · g2 – Biały pionek · h2 – Biały pionek · a1 – Biała wieża · b1 – Biały skoczek · c1 – Biały goniec · d1 – Biały hetman · e1 – Biały król · f1 – Biały goniec · h1 – Biała wieża | a8 – Czarna wieża · b8 – Czarny skoczek · c8 – Czarny goniec · d8 – Czarny hetman · e8 – Czarny król · f8 – Czarny goniec · g8 – Czarny skoczek · h8 – Czarna wieża · a7 – Czarny pionek · b7 – Czarny pionek · c7 – Czarny pionek · d7 – Czarny pionek · g7 – Czarny pionek · h7 – Czarny pionek · f6 – Czarny pionek · e5 – Czarny pionek · e4 – Biały pionek · f3 – Biały skoczek · a2 – Biały pionek · b2 – Biały pionek · c2 – Biały pionek · d2 – Biały pionek · f2 – Biały pionek · g2 – Biały pionek · h2 – Biały pionek · a1 – Biała wieża · b1 – Biały skoczek · c1 – Biały goniec · d1 – Biały hetman · e1 – Biały król · f1 – Biały goniec · h1 – Biała wieża | a8 – Czarna wieża · b8 – Czarny skoczek · c8 – Czarny goniec · d8 – Czarny hetman · e8 – Czarny król · f8 – Czarny goniec · g8 – Czarny skoczek · h8 – Czarna wieża · a7 – Czarny pionek · b7 – Czarny pionek · c7 – Czarny pionek · d7 – Czarny pionek · g7 – Czarny pionek · h7 – Czarny pionek · f6 – Czarny pionek · e5 – Czarny pionek · e4 – Biały pionek · f3 – Biały skoczek · a2 – Biały pionek · b2 – Biały pionek · c2 – Biały pionek · d2 – Biały pionek · f2 – Biały pionek · g2 – Biały pionek · h2 – Biały pionek · a1 – Biała wieża · b1 – Biały skoczek · c1 – Biały goniec · d1 – Biały hetman · e1 – Biały król · f1 – Biały goniec · h1 – Biała wieża | a8 – Czarna wieża · b8 – Czarny skoczek · c8 – Czarny goniec · d8 – Czarny hetman · e8 – Czarny król · f8 – Czarny goniec · g8 – Czarny skoczek · h8 – Czarna wieża · a7 – Czarny pionek · b7 – Czarny pionek · c7 – Czarny pionek · d7 – Czarny pionek · g7 – Czarny pionek · h7 – Czarny pionek · f6 – Czarny pionek · e5 – Czarny pionek · e4 – Biały pionek · f3 – Biały skoczek · a2 – Biały pionek · b2 – Biały pionek · c2 – Biały pionek · d2 – Biały pionek · f2 – Biały pionek · g2 – Biały pionek · h2 – Biały pionek · a1 – Biała wieża · b1 – Biały skoczek · c1 – Biały goniec · d1 – Biały hetman · e1 – Biały król · f1 – Biały goniec · h1 – Biała wieża | a8 – Czarna wieża · b8 – Czarny skoczek · c8 – Czarny goniec · d8 – Czarny hetman · e8 – Czarny król · f8 – Czarny goniec · g8 – Czarny skoczek · h8 – Czarna wieża · a7 – Czarny pionek · b7 – Czarny pionek · c7 – Czarny pionek · d7 – Czarny pionek · g7 – Czarny pionek · h7 – Czarny pionek · f6 – Czarny pionek · e5 – Czarny pionek · e4 – Biały pionek · f3 – Biały skoczek · a2 – Biały pionek · b2 – Biały pionek · c2 – Biały pionek · d2 – Biały pionek · f2 – Biały pionek · g2 – Biały pionek · h2 – Biały pionek · a1 – Biała wieża · b1 – Biały skoczek · c1 – Biały goniec · d1 – Biały hetman · e1 – Biały król · f1 – Biały goniec · h1 – Biała wieża | a8 – Czarna wieża · b8 – Czarny skoczek · c8 – Czarny goniec · d8 – Czarny hetman · e8 – Czarny król · f8 – Czarny goniec · g8 – Czarny skoczek · h8 – Czarna wieża · a7 – Czarny pionek · b7 – Czarny pionek · c7 – Czarny pionek · d7 – Czarny pionek · g7 – Czarny pionek · h7 – Czarny pionek · f6 – Czarny pionek · e5 – Czarny pionek · e4 – Biały pionek · f3 – Biały skoczek · a2 – Biały pionek · b2 – Biały pionek · c2 – Biały pionek · d2 – Biały pionek · f2 – Biały pionek · g2 – Biały pionek · h2 – Biały pionek · a1 – Biała wieża · b1 – Biały skoczek · c1 – Biały goniec · d1 – Biały hetman · e1 – Biały król · f1 – Biały goniec · h1 – Biała wieża | a8 – Czarna wieża · b8 – Czarny skoczek · c8 – Czarny goniec · d8 – Czarny hetman · e8 – Czarny król · f8 – Czarny goniec · g8 – Czarny skoczek · h8 – Czarna wieża · a7 – Czarny pionek · b7 – Czarny pionek · c7 – Czarny pionek · d7 – Czarny pionek · g7 – Czarny pionek · h7 – Czarny pionek · f6 – Czarny pionek · e5 – Czarny pionek · e4 – Biały pionek · f3 – Biały skoczek · a2 – Biały pionek · b2 – Biały pionek · c2 – Biały pionek · d2 – Biały pionek · f2 – Biały pionek · g2 – Biały pionek · h2 – Biały pionek · a1 – Biała wieża · b1 – Biały skoczek · c1 – Biały goniec · d1 – Biały hetman · e1 – Biały król · f1 – Biały goniec · h1 – Biała wieża | 1 |
|   | a | b | c | d | e | f | g | h |   |

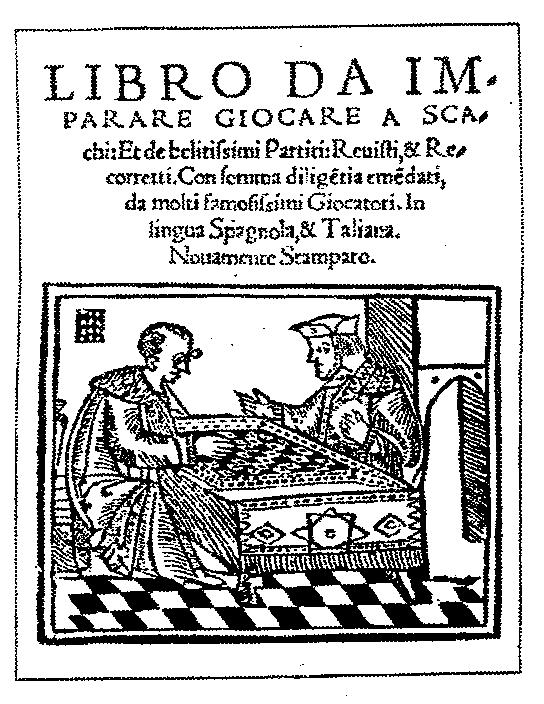
Okładka podręcznika (1512)

Pedro Damiano (ur. ok. 1480, zm. 1544) – portugalski aptekarz i szachista, autor jednego z pierwszych podręczników szachowych. 
W 1512 roku w Rzymie wydał Questo libro e da imparare giocare a scachi (Książka do nauki gry w szachy), która, ośmiokrotnie przedrukowywana, była najpopularniejszą książką szachową w pierwszej połowie XVI wieku. Zawierała 124 strony, z których 89 było poświęcone problemom szachowym. W książce omówiono kilka otwarć szachowych, zawarto praktyczne rady i wskazówki oraz opisano kilka motywów matowych. Jeden z tych motywów dzisiaj znany jest pod nazwą mata Damiano. Również jedno z opisanych otwarć (tzw. „obrona Damiano”) nosi nazwę pochodzącą od nazwiska autora książki.
Debiut ten powstaje po posunięciach:
1.e4 e5 2.Sf3 f6?
i był znany już Lucenie, ale szczegółowo przeanalizował je Pedro Damiano, łącznie z „gambitem Damiano” 3. S:e5!, który zapewnia białym dużą przewagę (zachowują one przewagę także po innych odpowiedziach, np. 3.Gc4 lub 3.d4).
Podręcznik Damiano nie był szczególnie ceniony przez późniejszych szachistów i ekspertów, zawierał jednak podstawowe wskazówki, które do dzisiaj nie straciły aktualności, np.:
- nie wykonuj bezcelowych ruchów;
- nie graj szybko;
- unikaj oczywistych przeoczeń;
- nie próbuj zdobyć piona kosztem osłabienia własnej pozycji;
- próbuj ustawić i utrzymać centralne dwa (lub lepiej cztery) piony na czwartej linii;
- gdy widzisz dobry ruch, poszukaj lepszego;
- gdy masz przewagę materialną, wymieniaj figury.